# الخطوط الجوية السعودية الرحلة 450
الخطوط السعودية الرحلة 450 هي محاولة لاختطاف طائرة من طراز إيرباص إيه 310 تابعة للخطوط الجوية السعودية فيما كانت متجهة في رحلتها رقم 450 بين مطار الخرطوم بالجمهورية السودانية ومطار الملك عبد العزيز الدولي بجدة، وتحمل على متنها 185 راكبا، و19 ملاحا، وبعد مغادرة الطائرة لمطار الخرطوم بنحو 22 دقيقة، قام أحد راكبين مسلحين بمسدس بإعلان اختطافه للطائرة وطلبا من الطيار التوجه بالطائرة إلى الولايات المتحدة. وتم احباط المحاولة من قبل قوات الأمن الخاصة السعودية بعد 22 دقيقة.

## الحادثة
قام أحد الركاب السعوديين، بالانتقال من مقعده في درجة الضيافة إلى الدرجة الأولى، وحين استوقفته إحدى المضيفات وسألته عن وجهته، أبلغها أنه بصدد الذهاب إلى دورة المياه، فأشارت إلى دورات المياه الخاصة بركاب درجة الضيافة في الخلف، وهنا أشهر المختطف مسدسا كان يخفيه داخل ملابسه في وجهها. وأضاف أحد الركاب، أنه تصادف أن تواجد خلف المختطف مشرف الملاحين الذي اشتبك معه في محاولة لانتزاع المسدس من يده، وهنا تدخلت قوات الأمن الخاصة، الذين تمكنوا من السيطرة على المختطف الذي زعم وجود قنبلة داخل الطائرة. وأعلنت الخطوط السعودية أنه وبعد اقلاع الطائرة بـ 22 دقيقة وبعد احباط محاولة الاختطاف تم إبلاغ قائد الطائرة علي الغامدي ومساعده مشهور النفيعي من قبل ملاحي المقصورة، ليتم اعلان حالة الطوارئ في الطائرة، وعاد قائد الطائرة إلى مطار الخرطوم لكونه أقرب المطارات إلى الطائرة. وهبطت الطائرة السعودية في مطار الخرطوم، وتم إخلاء جميع الركاب بسلام، وتسليم المختطف إلى سلطات الأمن السودانية. واعلنت وزارة الداخلية السعودية ان الشخص اسمه «عادل ناصر أحمد فرج» سعودي الجنسية، ويبلغ من العمر ثلاثين عاما. ومعه شخص آخر مجهول الهوية. وأبلغ عبد الله الحارثي السفير السعودي في الخرطوم بأن لجنة سعودية من وزارة الداخلية وصلت لمشاركة المحققين السودانيين في استجواب المختطف السعودي. وقال ناطق باسم الشرطة السودانية إن المواطن السعودي الذي القي عليه القبض عقب محاولته اختطاف طائرة ركاب سعودية اثناء توجهها من الخرطوم إلى جدة مختل عقليا ولم تكن له دوافع سياسية، وتم القبض على مواطنين سودانيين لتورطهما في محاولة الاختطاف. فقد القي القبض على تاجر من ام درمان قام بتجهيز السلاح الذي استخدمه الخاطف، وموظف في مطار الخرطوم لتسهيله مهمة فرج في تهريب السلاح إلى داخل الطائرة.وأعلنت السعودية والسودان عن توقيع على اتفاقية لتبادل المتهمين. وفي سؤال لجريدة «الشرق الأوسط» عن كيفية تمكن الخاطف من إدخال السلاح إلى الطائرة، أكد مسؤول في الخطوط السعودية أن هذا السؤال يجب توجيهه للسلطات الأمنية في مطار الخرطوم، التي تتولى مسؤولية توفير الحماية للطائرات التي تقلع من أراضيها. وأضاف المسؤول أن الخطوط السعودية تلجأ في بعض المطارات لتوفير حراسات خاصة على طائراتها غير التي توفرها سلطات المطار، ويبدو أن هذه الحراسات لم تكن موجودة في مطار الخرطوم.